# Jelen (priimek)
Med najpogostejšimi priimki v Sloveniji je priimek Jelen na 74. mestu, za priimkom Marolt na 73. in pred priimkom Gregorič na 75. mestu. Po podatkih Statističnega urada RS se je na dan 31. december leta 2007 s priimkom Jelen podpisovalo 1517 (1971: 1406; 1997: 1569) slovenskih državljanov in državljank. Največ, tj. 716 ali 46,6 odstotka, jih je bilo v savinjski statistični regiji, v podravski 279 ali 18,2 odstotka, v koroški 164 ali 10,7 odstotka, v osrednjeslovenski 105 ali 6,8 odstotka itd. Med imensko-priimkovnimi kombinacijami priimka Jelen je bila najpogostejša Marija Jelen na 92. mestu. Tako se je imenovalo 69 oseb. Jelen je tudi v dvojnih priimkih. Teh je bilo konec leta 1997 skupaj 33, in to 21 s priimkom Jelen na prvem in 12 na drugem mestu. Priimek Jelen ima precej bolj redko narečno različico Jalen. Tako se je leta 2004 pisalo 81 slovenskih državljanov in državljank, od teh 56 ali 69,1 odstotka v gorenjski regiji. V starih listinah je priimek Jelen zapisan že v 15. stoletju, npr. v urbarju za Vipavo 1499: Peter Jellen, kmet v Vrabčah.
Priimek Jelen je nastal iz imena oziroma vzdevka Jelen, ta pa iz živalskega poimenovanja jelen. Ime in vzdevek temeljita na nekaterih izjemnih lastnostih in simboliki jelena. Jelen spada med naša najstarejša imena slovanskega izvora, saj je v listinah zapisan že od leta 1030 naprej, Danes se kot ime komaj še uporablja, nekoliko bolj različica Jelenko (2004: 38oseb). Znan nosilec imena je slovenski šahist Igor Jelen.
Iz imena ali vzdevka Jelen so s priponskimi obrazili -c, -čič, -ec, -ič, -ko, -(ov)ec, -(ov)ič, -ski tvorjenipriimki Jelenc (2004: 580), Jelenčič (34), Jelenec (24), Jelenič (57), Jelenko (450), Jelenkovič (6), Jelenovec (29), Jelenovič (18), Jelenski (7). Priimek Jelenčič je lahko tvorjen tudi iz vzdevka ali priimka Jelenc s priponskim obrazilom -ič, priimka Jelenko in Jelenkovič tudi iz imena Jelenko. Vsi ti priimki so tvorjeni iz imena očeta in so prvotno pomenili 'sin Jelena, Jelenca, Jelenov sin'. Iz slovenske književnosti znani Jelen je Ostrorogi Jelen, glavni junak zgodovinske povesti Bobri Janeza Jalna.
Imenska podstava jelen je pogosta tudi v naselbinskih in drugih imenih. Po Atlasu Slovenije so v Sloveniji naselja Jelenče, Jelendol, Jelenja vas, Jelenjak, Jelenje, Jelenk, zaselki Jelen (10 x), Jelenc, Jelenca, Jelenčar, Jelenčič, Jelenčiči, Jelendol, Jelenica, Jelenk (2 x), Jelenko (2 x), Jelenov Žleb, Jelenovka, Jelenovše, Jelenšek, gorska imena Jelen, Jelen brdo, Jelen vrh (3 x), Jelenc, Jelenca, Jelenča glava, Jelenčarjeva peč, Jelenk (4 x), Jelenšek itd.

## Znani nosilci priimka
- Adolf Jelen (1897 - 1977), novinar, politik
- Alen Jelen (*1970), gledališki režiser in dramaturg
- Alenka Jelen, komunikologinja, prof. odnosov z javnostmi, komuniciranja, medijev in kulture na Univerzi Stirling na Škotskem
- Amalija Jelen Mikša (*1953), novinarka, scenaristka, režiserka, pisateljica
- Andrej Jelen, madnarodni košarkarski sodnik
- Anton (Tone) Jelen (1916 - 2013), pravnik, odvetnik na Dunaju, narodni delavec, pisec spominov
- Anton Jelen - Klemšetov (1907 - 1992),  sadjar, drevesničar, publicist
- Bernarda Jelen (*1972), pesnica
- Boris Jelen, kemik, menedžer?
- Breda Jelen Sobočan (*1962), psihiatrinja, psihoterapevtka, pesnica
- Ida Močivnik (r. Jelen, 1. por. Zajc) (1942-2009), diplomatka
- Igor Jelen - "Igen"/"Igy" (*1965), baletnik, pedagog, koreograf
- Igor Jelen (*1972), šahist
- Ivan Jelen (*1944), politik
- Iztok Jelen (*1947), šahist
- Jernej Jelen, fotograf
- Jožef Jelen (*1964), politik, poslanec
- Marija Brenčič Jelen (1919 - 2000), pesnica, pisateljica
- Matic Jelen (*1987), smučar
- Matjaž Jelen (*1966), pop-rock glasbenik
- Mirko (Bogomir) Jelen (*1946), geolog, mikropalentolog
- Nina Jelen, učiteljica
- Roman Jelen (*1978), motokrosist
- Tine Jelen, glasbeni pedagog, harmonikar
- Tomaž Jelen, filmski igralec, scenarist
- Tonja Jelen (*1988), pesnica, urednica, kritičarka, publicistka
- Vilko Jelen ("Božo")? (*1943), strojnik, gospodarstvenik, športni in politični delavec